# Улан-Батор (станция)
Ула́н-Ба́тор (монг. Улаанбаатар) — железнодорожная станция в столице Монголии Улан-Баторе.

## Описание
Вокзал Улан-Батора — самый большой вокзал Монголии. Является центром регионального и международного железнодорожного сообщения. Расположен на Трансмонгольской железной дороге в восточной части Улан-Батора. Имеет три платформы. Рядом находится музей железных дорог Монголии. Имеется прямое железнодорожное сообщение с Россией, ходит поезд по маршруту Иркутск-Улан-Батор.

## История
Вокзал был открыт в 1949 году.
С 2014 года центральная станция Улан-Баторской городской железной дороги.

## Галерея

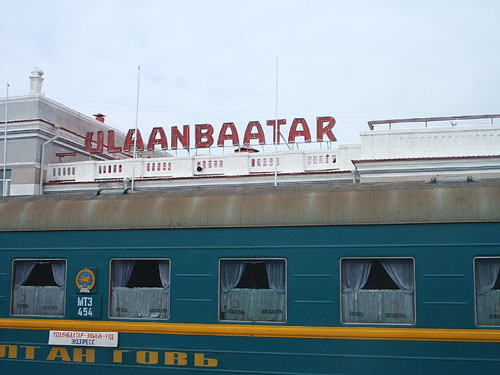
Вид на станцию.
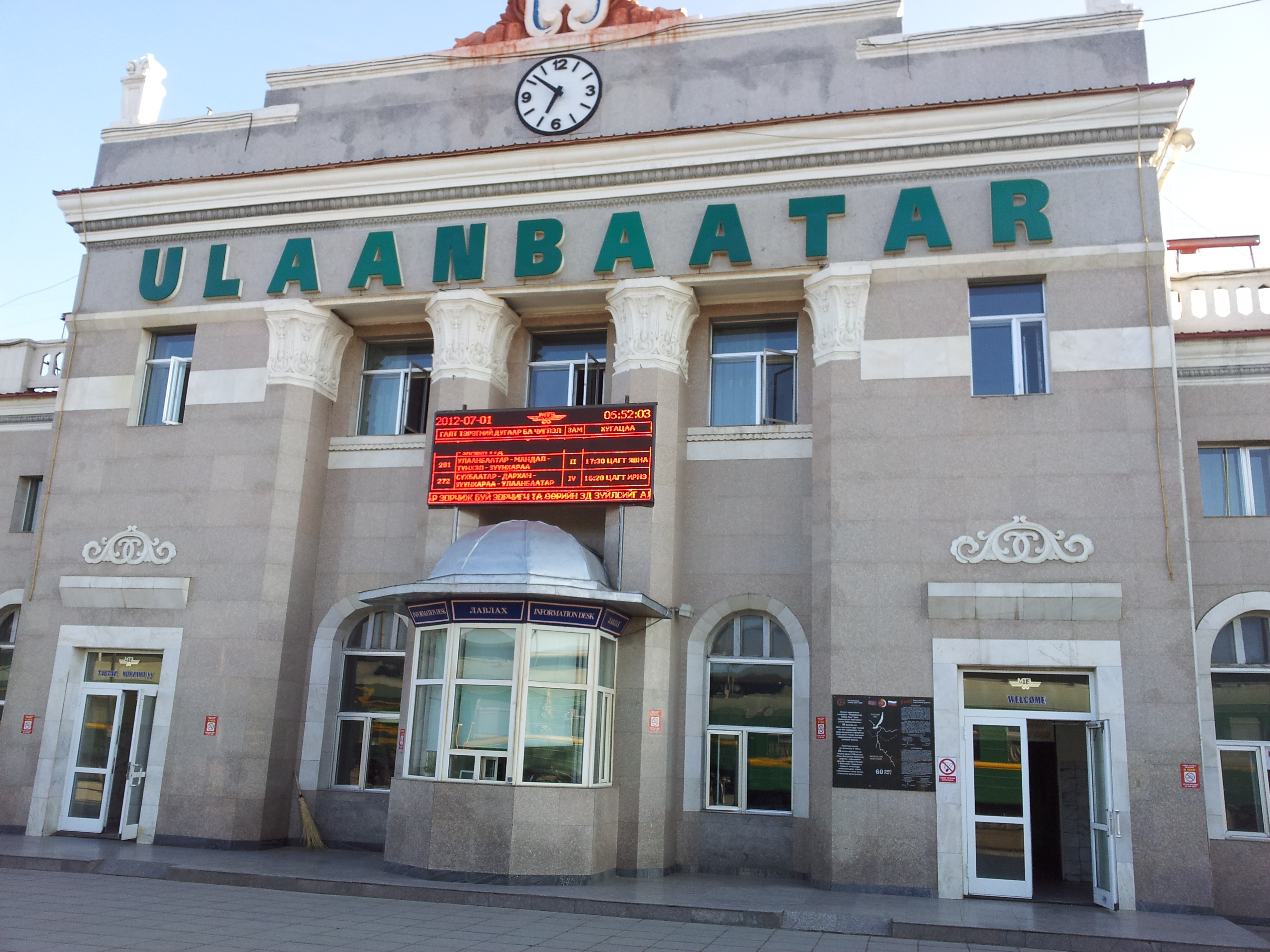
Вид на станцию.
- Отправление поезда со станции.